# Nikita
Nikita je obourodé křestní jméno. Původ má v řeckém slově nikétés (Νικητας), což znamená vítěz.

## Varianty
Jako mužské křestní jméno se často vyskytuje v ruském prostředí (Никита). Existují též další varianty jména: Anikétos, Nikétas, Nicetas ad.

## Známí nositelé a nositelky jména
- Svatý Nikita – světec pravoslavné církve
- Nikita Gótský (?–372) – křesťanský světec-mučedník (sv. 15. září)
- Nikita Dvurečenskij (* 1991) – ruský hokejový útočník
- Nikita Filatov (* 1990) – ruský hokejový útočník
- Nikita Glazyrin (* 2001) – ruský horolezec
- Nikita Gusev (* 1992) – ruský hokejista
- Nikita Sergejevič Chruščov (1894–1971) – sovětský politik, první tajemník KSSS
- Nikita Krjukov (* 1985) – ruský reprezentant v běhu na lyžích
- Nikita Kučerov (* 1993) – ruský hokejový útočník
- Nikita Mazepin (* 1999) – ruský automobilový závodník
- Nikita Michalkov (* 1945) – ruský herec a režisér
- Nikita Najďonov (1892–1961) – ruský rychlobruslař
- Nikita Něstěrov (* 1993) – ruský hokejista
- Nikita Nikitin (* 1986) – ruský hokejový obránce
- Nikita Ivanovič Panin (1718–1783) – ruský státník
- Nikita Pivcakin (* 1991) – ruský hokejový obránce
- Nikita Poljakov (* 1988) – český novinář s ruskými kořeny, šéfredaktor byznysového deníku E15
- Nikita Simonjan (* 1926) – ruský trenér, funkcionář a bývalý fotbalista arménského původu
- Nikita Georgijevič Šervašidze (1941–2008) – bulharský politik
- Nikita Viťugov (* 1987) – ruský šachový velmistr
- Nikitaras (1784–1849) – řecký revolucionář a generál Řecké osvobozenecké války

## Jiný význam
- Brutální Nikita – francouzský film z roku 1990
- Brutální Nikita – kanadský televizní seriál z let 1997–2001
- Nikita – americký televizní seriál z let 2010–2013
- Nikita – píseň Eltona Johna z roku 1985
- Nikita, systém interního skóringového systému („umělé inteligence“) pro vyhodnocování solventnosti klienta v platební aplikaci Twisto